# Torsten Schmidt (atleta)
Torsten Schmidt (Rostock, 9 dicembre 1974) è un ex discobolo tedesco.

## Biografia
Nel 2002 ha partecipato ai campionati europei di Monaco concludendo al diciassettesimo posto con un lancio a 59,78 metri.
Due anni dopo ha partecipato alle Olimpiadi di Atene dove si è qualificato per la finale con un lancio a 63,40 m.
Giunto in finale si è classificato nono con 61,18 m.
Terminata la carriera sportiva, inizia ad allenare la squadra giovanile della società SC Neubrandenburg. Dall'autunno 2013 diventa il nuovo allenatore del campione olimpico, mondiale ed europeo Robert Harting.

## Palmarès
| Anno | Manifestazione    | Sede   | Evento           | Risultato | Misura  | Note |
| ---- | ----------------- | ------ | ---------------- | --------- | ------- | ---- |
| 2002 | Mondiali militari | Tivoli | Lancio del disco | 6º        | 58,02 m |      |
| 2004 | Olimpiadi         | Atene  | Lancio de disco  | 9º        | 61,18 m |      |

## Campionati nazionali
2000
- 6º ai Campionati nazionali tedeschi, lancio del disco - 58,88 m

2001
- 6º ai Campionati nazionali tedeschi, lancio del disco - 58,49 m

2002
- Bronzo ai Campionati nazionali tedeschi, lancio del disco - 60,69 m

2003
- Bronzo ai Campionati nazionali tedeschi, lancio del disco - 62,44 m

2004
- Argento ai Campionati nazionali tedeschi, lancio del disco - 61,86 m

2005
- Bronzo ai Campionati nazionali tedeschi, lancio del disco - 61,15 m

2006
- 4º ai Campionati nazionali tedeschi, lancio del disco - 57,98 m

2007
- 6º ai Campionati nazionali tedeschi, lancio del disco - 54,76 m